# Hajfenssoppa

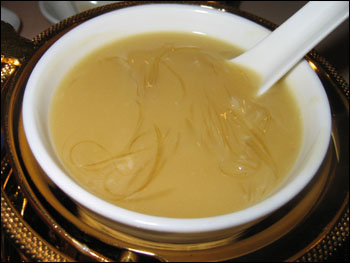
Hajfensoppa.

Hajfenssoppa (魚翅 eller 鱼翅 yúchì) är en soppa ursprungligen från Guangdong (Kanton) i dåtidens Ming-Kina som numera är en del av det kinesiska köket. Soppan baseras på fisk, kyckling, grönsaker samt mjukdelarna på hajfenor.
Den uppskattas både för sin smak och sin gelatinartade konsistens. Den anses ge bättre livskraft och är så pass kostsam att den ses som exklusiv och främst äts vid större högtider som bröllop. Den äts också på Kina-restauranger världen över, och ses som en delikatess i Kina.

## Kritik
Nya studier visar att 73 miljoner hajar - fyra gånger fler än FN:s uppskattning visat - dödas för soppan. Uppgifter från FAO pekar på att cirka 1,7 miljoner ton hajfenor omsätts i världen varje år, vilket är betydligt mer än den gamla uppskattningen 390 000 som FN gjort. Även fångstmetoderna kritiseras som grymma, då man vet att hajarna släpps tillbaks i havet efter att fenorna skurits av. Med en växande kinesisk medelklass förvärras också situationen.
Inför Olympiska spelen 2008 överlämnades det en namninsamling innehållande 10 000 namn till den kinesiska ambassaden i Stockholm med ledorden Rädda hajarna! Rör inte en fena!